# Szepesváry Tamás
Szepesváry Tamás (Budapest, 1931. május 26. – Budapest, 1992. március 7.) tudományos könyvtáros, rendszerszervező informatikus, az ELTE Tanárképző Főiskolai Kar (ELTE TFK) tanszékvezető főiskolai tanára. Síklaky István és Virághalmy Ferenc munkatársa, a Csittvári krónika szerkesztője, terjesztője.

## Bibliográfia
- Az olvasószolgálat: referensz munka a szakkönyvtárakban. Budapest, 1982
- Referáló és indexelő szolgáltatások a természettudományi és műszaki információs rendszerekben. Budapest, 1979
- Tudományos tájékoztatás: tájékoztatási kiadványok és szolgáltatások tipológiája. Budapest: Nemzeti Tankönyvkiadó, 1992
- Az információs és könyvtáros szakemberképzés fejlesztése. Német-holland-magyar közös kutatási program a TEMPUS támogatásával. = Könyvtári Figyelő. 1(37.) 1991. 2. sz. 206-209. p.
- Az európai információs szakemberképzés és Magyarország. Felzárkózás vagy távolodás. = Könyvtári Figyelő. 1989. 35. évf. 5-6. sz. 545-554. p.
- Az információforrás és -közvetítés stúdium összehasonlító vizsgálata. = Tudományos és Műszaki Tájékoztatás. 39. évf. 1992. 5. sz. 221-225. p.
- A XIX. Országos Tudományos Diákköri Konferencia Humán Tudományok Szekciója : 1989. április 5-8.: a dolgozatok szerzői kivonatai / [szerk. Szepesváry Tamás]. Budapest : ELTE, 1989.

## Külső hivatkozások
- Glatz József: Előszó a „Csittvári Krónika – anno 1952” tervezett kiadásához

1. 1 2 3 4  PIM-névtér. (Hozzáférés: 2024. augusztus 30.)